# 普雷里維尤鎮區 (堪薩斯州菲利普斯縣)
普雷里維尤鎮區（英語：Prairie View Township）為美國堪薩斯州菲利普斯縣轄下的鎮區。2010年美国人口普查中該鎮區人口有200人。

## 地理
普雷里維尤鎮區涵蓋總面積為92.17平方（35.59平方英里）。

## 人口統計
根據2010年美國人口普查，普雷里維尤鎮區人口有200人，住房102戶，人口密度為2.17人/每平方公里。此鎮區居民之種族中，白人佔97%，非裔美國人佔0%，美洲原住民佔0%，亞裔美國人佔0%，太平洋島裔美國人佔0%，其他種族佔0%，混血種族則佔3%。而西班牙裔或拉丁裔美國人佔此鎮區人口的0.5%。

## 交通

### 主要公路
- 36號美國國道